# Stora Nycklatjärnen
Stora Nycklatjärnen är en sjö i Kungsbacka kommun i Halland och ingår i Rolfsåns huvudavrinningsområde. Sjön är 7,2 meter djup, har en yta på 0,02 kvadratkilometer och befinner sig 120 meter över havet.